# Can Gleies
Can Gleies és una casa de Rupit i Pruit (Osona) inclosa a l'Inventari del Patrimoni Arquitectònic de Catalunya.

## Descripció
Casa entre mitgeres, assentada damunt la roca viva. És de planta rectangular, coberta dues vessants i amb el carener perpendicular a la façana, orientada a migdia. A la planta baixa hi ha un portal rectangular i un altre de adovellat. Al primer pis hi ha un balcó i una finestra, motllurats amb formes geomètriques, i al segon dues finestres, una de les quals és de forma goticitzant. A la part esquerra s'hi adossa un cos que forma angle recte amb l'edificació, amb un portal rectangular a la planta, galeries sostingudes per un pilar de pedra i una columna salomònica de pedra artificial al primer pis, i un terrat al segon, amb baranes de fusta. És de pedra i arrebossada al damunt.

## Història
La importància de les cases d'aquest carrer rau sobretot en la bellesa arquitectònica i la unitat dels edificis que la integren, tots ells construïts als segles xvii i xviii i que han estat restaurats recentment amb molta fidelitat.
L'establiment de cavallers al Castell de Rupit als segles xii i xiii donaren un caire aristocràtic a la població, al segle xiv la demografia baixa considerablement. Al fogatge del segle xvi ja s'observa una certa recuperació i a partir del segle xvii comença a ser nucli important de població, ja que durant la guerra dels Segadors, al 1654, s'hi establiren molts francesos.